# Porokh
Porokh (russisk: Порох) er en sovjetisk spillefilm fra 1985 af Viktor Aristov.

## Medvirkende
- Jurij Beljajev som Nikolaj Nikonov
- Svetlana Bragarnik som Kira Borisovna
- Lyubov Kalyuzhnaya som Marija Petrovna
- Vadim Makarovsky som Aleksandr Kljujev
- Nozheri Chonishvili som Ivan Gedevanov